# Lars G. Petersson
Lars G. Petersson, född 1951, är en svensk aktivist, bloggare och författare.
Petersson har varit aktiv inom människorättsorganisationen Amnesty International i Danmark. Ett huvudtema fōr hans arbete var skydd av flyktingar i danska arresthus under kriget mellan Iran och Irak. Ett annat Amnestys internationella arbete mot dödsstraff.  Petersson bor i London  och är medstiftare till organisationen BASTA-Kampagne.

## Böcker, urval

### AbuseUK
I Abuse UK, 2010, om äldrehälsovården i Storbritannien, kritiserar Petersson brittiska vårdhem fōr äldre och handikappade och den tilltagande ekonomiseringen och privatiseringen av vården.

### Musterung – staatlich legitimierte Perversion
I en annan bok, också publicerad 2010, kritiserar Lars G. Petersson förhållandena i tyska mönstringsinstitutioner. Den i dessa institutioner fordrade totala nakenhet fōr värnpliktiga i närvaro av kvinnliga läkare och sekreterare uppfyller enligt Petersson kriterierna fōr sexuellt missbruk. Boken behandlar flera sidor av problemet: den juridiska, medicinska och psykologiska och talrika personliga berättelser åskådliggör problemställningen som fōrfattaren menar i många unga människor lider under Post Traumatic Stress Disorder. Fōrfattaren använder beteckningen mönstringstrauma..

### Hitlers Fahnenflüchtige
I en bok (på danska 2004 och senare på engelska och tyska) berättar han om de 20 000 desertörer som avrättades under andra världskriget.